# Rasta Revolution
Rasta Revolution è un album di Bob Marley & The Wailers pubblicato nel 1974.

L'album è una riedizione dell'album Soul Rebels, pubblicato nel 1970, con alcune variazioni nell'ordine delle canzoni.

## Tracce
1. Mr. Brown – 3:33
2. Soul Rebel – 3:20
3. Try Me – 2:48
4. It's Alright – 2:37
5. No Sympathy – 2:14
6. My Cup – 3:37
7. Duppy Conquerer – 3:46
8. Rebel's Hop – 2:40
9. Corner Stone – 2:31
10. 400 Years – 2:34
11. No Water – 2:10
12. Reaction – 2:43
13. Soul Almighty – 2:40